# Gottfred Matthison-Hansen
Johan Gottfred Matthison-Hansen, også som Johann eller Gotfred (1. november 1832 i Roskilde – 14. oktober 1909 i København) var en dansk orgelvirtuos og komponist. Han var søn af organisten og komponisten Hans Matthison-Hansen.
Efter sin studetereksamen påbegyndte Matthison-Hansen et jurastudium, men ligesom sin far skiftede han retning og blev musiker og komponist. Efter en vellykket debut i Malmø 1856 lagde han de juridiske bøger bort og helligede sig udelt til musikken. 1859 blev han organist ved Frederiks Tyske Kirke i København, fra 1871 ved Sankt Johannes og fra 1881-1909 ved Trinitatis Kirke. Han udviklede sig, ligesom sin far, til en af sin tids betydeligste organister og orgelkomponister. I 1863 fik han Det anckerske Legat og drog på studierejse til Tyskland. Ved hjemkomsten var han med til at stifte koncertforeningen Euterpe.
Ved konservatoriets stiftelse 1867 blev han lærer i orgelspil, senere også i klaverspil. Blandt sine elever talte han Johan Bartholdy, Jørgen Ditleff Bondesen, Asger Hamerik, Gustav Helsted, Johan Adam Krygell, P.E. Lange-Müller, Otto Malling og Frederik Rung. I 1891 blev han professor og fra 1900 blev han medlem af bestyrelsen. Ved sin virksomhed og ved forskellige studierejser modnedes han til den fremragende orgelspiller, han var, kendt som sådan også i udlandet, særlig i Tyskland, hvor han ofte optrådte ved tonekunstnerforsamlinger og andre betydelige lejligheder. I en lang årrække afholdt han årligt 3-4 eftermiddagskoncerter i Trinitatis Kirke, hvor han fremførte værker af den klassiske og moderne orgellitteratur. Desuden gav han i årene 1874-1877 ca. 100 koncerter rundt om i danske byer. I 1898 udnævntes han til Ridder af Dannebrog. 

## Musikken
Som komponist var Gottfred Matthison-Hansen inspireret af Franz Liszt, César Franck og andre repræsentanter for den overvældende senromantiske orgelstil. En stor del af hans musik er for klaver eller orgel, men han skrev dog også kammer- og orkestermusik og sange.
Musikanmelderen Charles Kjerulf citeres i Gerhardt Lynges bog for at sige: ”Der var en sælsom, næsten dæmonisk magt over G. Matthison-Hansens orgelspil i hans bedste tid. Der boede en voldsom rythmisk kraft i det skrøbelige legeme, der luede og bankede blod bag de blege kinder og rummedes fantasi under kalotten.”
- op. 1 Largo og scherzo/3 Characterstücke (?)
- op. 2 Tre folkedanse/3 Mazurkas (?)
- op. 3 Kvintet (strygekvartet og klaver)
- op. 4 Strygekvartet
- op. 5 Klavertrio
- op. 6 Scherzo, humoreske og canzonetta (?)
- op. 7 Humoreske (klaver)
- op. 8 Folkedans (orkester)
- op. 9 Drapa (orkester)
- op. 10 Tre klaverstykker
- op. 11 Sonate for violin og klaver
- op. 12 Noveletter (cello og klaver)
- op. 13 Fire koncertetuder (?)
- op. 14 Frode Fredegods drapa/Ballade (?)
- op. 15 Orgelkoncert i d-mol
- op. 16 Sonate forcello og klaver
- op. 17 Åndelige sange
- op. 18 To postludier (orgel)
- op. 19 Koncert-etuder (orgel)
- op. 20 Scherzo og menuetto graziosoo (?)
- op. 21 Jubelfantasi orgel 1882 (til Hans Matthison-Hansen)
- op. 22 Gavotte (orgel)
- op. 23 Klaverstykker
- op. 24 Åndelige sange
- op. 25 To tonestykker for orgel
- op. 26 Tolv præludier (orgel)
- op. 27 Tre tinestykker for orgel
- op. 28 Advent (orgel)
- op. 29 Sørgemusik over Niels W. Gade 1890
- op. 30 Legende (violin og klaver)
- op. 31 Koncertstykke (orgel)
- op. 32 Cantabile (orgel)
- op. 33 Fantasi (orgel?)
- op. 34 Marche elegiaque (orgel)
- op. 35 Koncertfantasi for orgel
- op. 36 Fire meditationer (orgel)
- op. 37 Parafrase over ”Hvo ikun lader Herren råde” (orgel)
- op. 38 Sørgemusik over J.P.E. Hartmann (orgel)
- op. 39 Postludium (orgel)
- op. 40 Passacagkia (orel)
- op. 41 Hymne (orgel)
- op. 42 Postludium (orgel)
- op. 43 Larghetto (orgel)

foruden en kantate, noget kammermusik og nogle sange uden opusnummer.